# ガラスCD
ガラスCD（Glass CD）は、耐用性向上のため基板部分にガラスを使用したコンパクトディスク（CD）である。
従来のポリカーボネートでは温度、湿度、ホルムアルデヒド等の化学物質により反りや透明度に経年変化があった。また、樹脂系基板特有の問題として複屈折の問題があり、読み取りエラーの原因となっていた。
そのような物理的問題を解決する為に基板に物理的、化学的耐久性に優れたガラスを使用した。
NECが1990年に試作品を開発。この際、理論上は約1500年の耐用年数を持つとされたが需要が見込めないと判断され製品化には至らなかった。
その後、2006年にfineNFがトエミ・メディア・ソリューションズとの共同開発で低コスト化を実現し「Extreme HARD GLASS CD」ブランドで製品化。1枚9万8700円で受注生産を行っている。
ユニバーサルミュージックも「Extreme HARD GLASS CD」（高品位ハード・ガラス製音楽CD）に着手を表明している。同社は「HERITAGE OF CLASSICS」シリーズと題してガラスCDを今後発表する予定。2007年には第1弾としてカラヤン指揮、ベルリン・フィルハーモニー管弦楽団演奏によるベートーヴェンの交響曲第9番を発売している。予約受注生産の限定版で、価格は税込で20万円である。また、ビクターもガラスCDの製作・販売を行っている。2009年4月には3タイトルを発表する予定。各タイトルとも価格は税込で18万円である。ヤマハミュージックコミュニケーションズは中島みゆきのCDのうち、「短篇集」「心守歌-こころもりうた」「ララバイSINGER」などアルバム8枚を、J-POPでは初めてガラスCDで発売すると発表、1枚9万4500円で受注生産で発売する。
また、2010年11月、世界中のオーディオファイルから高音質で絶大な支持を受ける、ジェニファーウォーンズの「The Hunter」も雑誌STEREO SOUNDとSONYの共同企画を経て100枚限定でガラスCD化された。（価格1枚12万6000円）
ガラスCDの現状は、主に一部のオーディオマニアのための愛玩品に留まっている。あるいはガラスCD化された作品がそのアーティストの熱狂的ファン向けの高級品として存在している。高額な価格や製造コスト、耐久性、需要の低迷などの改善が今後の課題である。